# Kasijan Imolski
Sveti Kasijan, lat. Sanctus Cassianus, tal. San Cassiano, (Rim, oko 240. – Imola, 13. kolovoza 302./304.), prema kršćanskoj predaji, liječnik, biskup i mučenik. 

## Životopis
Sveti Kasijan je najvjerojatnije rođen u sjevernoj Italiji, u imućnoj rimskoj obitelji. Na nagovor djeda, rimskog prefekta, kao mladić se odlučio izučiti "slobodne vještine". Najviše je znanja stekao iz medicine i prava, te se najprije istaknuo kao uspješan liječnik. Iz Rima je Kasijan oko 300. godine bio protjeran iz vjerskih razloga, te se sklonio u Säben (Brixen), u južnom Tirolu. Tu je kao učeni Rimljanin i istaknuti kršćanin propovijedao, te ostao zapamćen kao osnivač biskupije i njezin prvi biskup.
Posljednja etapa u njegovom životu odigrala se u gradu Imola (Italija) gdje je počeo navješćivati Evanđelje. Okupljao je djecu koju je učio čitati, pisati i govorio im o istinama kršćanstva. Zato ga je rimski prefekt dao uhititi i izvesti na gradski trg gdje je tražio da prinese žrtvu poganskim bogovima. Kasijan je to odbio pa je bačen u tamnicu. Po naredbi prefekta dovedena su djeca koju je poučavao, te su Kasijanu strgali odjeću i ubadali ga željeznim pisaljkama dok nije iskrvario. Izmučen i obliven krvlju sveti biskup Kasijan završio je zemaljski život 13. kolovoza oko 303.
Njegovo tijelo nalazi se u Imoli gdje su ga vjernici pokopali, a puk Tirola ga štuje kao svog glavnog zaštitnika. Svetac zaštitnik je mjesta i općine Sukošan gdje mu je posvećena župna crkva svetog Kasijana, gradova Brixen (Italija), Ciudad de México (Meksiko) i Imola (Italija), učitelja i župnih činovnika. Godine 1952. izabran je za zaštitnika stenografa. Vrlo malo se može sa sigurnošću reći o njegovu životu. Blagdan svetog Kasijana, u Rimokatoličkoj Crkvi slavi se 13. kolovoza.

## Vanjske poveznice
- Blagdan sv. Kasijana, zaštitnika Sukošana  Arhivirana inačica izvorne stranice od 20. veljače 2021. (Wayback Machine)
- Sveti Kasijan iz Imole, liječnik, biskup i mučenik  Arhivirana inačica izvorne stranice od 26. studenoga 2020. (Wayback Machine)